# José de Igual
José de Igual y Martínez Dabán (Santander, 1875-Castro-Urdiales, 1916) fue un escritor, ingeniero y político español.

## Biografía
Nació el 8 de octubre de 1875 en Santander. Igual, que habría cursado el Bachillerato en Granada según Francisco Cuenca, se trasladó a Barcelona para ingresar en la Escuela de Ingenieros Industriales donde empezó y terminó la carrera. Emparentado con Antonio García Alix por su matrimonio con una hija de este, comenzó a hacer política en el campo conservador y fue elegido diputado a Cortes por el distrito almeriense de Sorbas y más adelante gobernador civil de Sevilla bajo gobierno de Eduardo Dato. Colaboró en Barcelona en varios periódicos y revistas ilustradas y dejó escritas algunas obras literarias. Falleció el 20 de agosto de 1916 en Castro-Urdiales.